# Коукал короткопалий
Коука́л короткопалий (Centropus rectunguis) — вид зозулеподібних птахів родини зозулевих (Cuculidae). Мешкає в Південно-Східній Азії.

## Опис
Довжина самців становить 37-43 см, самці важать 160 г, самиці 167-238 г. Забарвлення переважно чорне з фіолетово-синім відблиском, спина і крила каштаново-коричневі. Райдужки червоні, дзьоб і лапи чорні.

## Поширення і екологія
Короткопалі коукали мешкають на Малайському півострові, на Суматрі і Калімантані та на сусідніх островах. Вони живуть в підліску вологих рівнинних тропічних лісів і в чагарникових заростях. Зустрічаються на висоті до 1700 м над рівнем моря. Живляться комахами і земноводними. Не практикують гніздовий паразитизм. Гніздо робиться з листя і гілочок, розміщується на висоті до 2 м над землею. В кладці 2 білих яйця, за пташенятами доглядають і самиці і самці.

## Збереження
МСОП класифікує цей вид як вразливий. За оцінками дослідників, популяція короткопалих коукалів становить від 15 до 30 тисяч птахів. Їм загрожує знищення природного середовища.